# Ла-Рукет
Ла-Руке́т (фр. La Rouquette, окс. La Roqueta) — коммуна во Франции, находится в регионе Окситания. Департамент — Аверон. Входит в состав кантона Вильфранш-де-Руэрг. Округ коммуны — Вильфранш-де-Руэрг.
Код INSEE коммуны — 12205.
Коммуна расположена приблизительно в 510 км к югу от Парижа, в 90 км северо-восточнее Тулузы, в 50 км к западу от Родеза.

## Население
Население коммуны на 2008 год составляло 719 человек.
| 1962 | 1968 | 1975 | 1982 | 1990 | 1999 | 2008 |
| ---- | ---- | ---- | ---- | ---- | ---- | ---- |
| 359  | 415  | 434  | 554  | 586  | 626  | 719  |

## Экономика

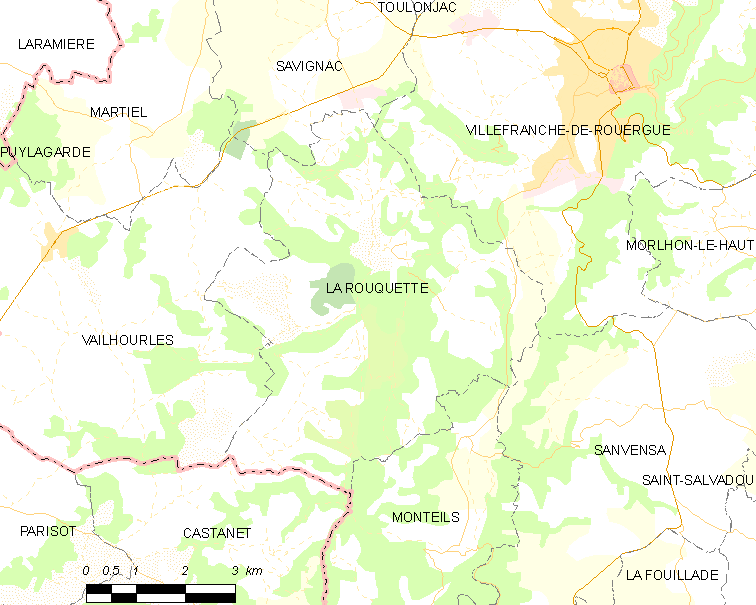
Карта коммуны

В 2007 году среди 443 человек в трудоспособном возрасте (15—64 лет) 339 были экономически активными, 104 — неактивными (показатель активности — 76,5 %, в 1999 году было 74,9 %). Из 339 активных работали 326 человек (168 мужчин и 158 женщин), безработных было 13 (5 мужчин и 8 женщин). Среди 104 неактивных 38 человек были учениками или студентами, 42 — пенсионерами, 24 были неактивными по другим причинам.